# Cobisa
Cobisa è un comune spagnolo di 2 219 abitanti situato nella comunità autonoma di Castiglia-La Mancia.